# Axolotl
Der Axolotl (Ambystoma mexicanum) ist ein in Mexiko rein aquatisch lebender Schwanzlurch aus der Familie der Querzahnmolche (Ambystomatidae), der natürlicherweise nur als Dauerlarve auftritt. Axolotl erreichen ihre Geschlechtsreife, ohne ihre äußere Larvengestalt zu verändern und eine bei Amphibien sonst übliche Metamorphose zu durchlaufen.
Der Trivialname Axolotl stammt aus der aztekischen Sprache Nahuatl: āxōlōtl [aː'ʃoːloːt͡ɬ] ist abgeleitet aus atl (Wasser) und Xolotl (ein Aztekengott) und bedeutet etwa „Wassermonster“.
Alexander von Humboldt brachte im August des Jahres 1804 als Erster Axolotl nach Europa, die – in Alkohol eingelegt – als exotische Kuriosität im Pariser Naturkundemuseum dienten.

## Beschreibung

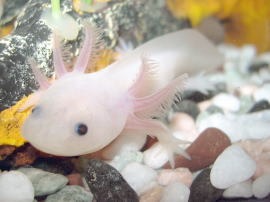
Ein leuzistischer Axolotl: Grundfärbung wie bei Albinos, Augen jedoch wie üblich schwarz

Geschlechtsreife Axolotl sind gedrungen gebaut und weisen meist eine Gesamtlänge von 23 bis 28 cm auf, seltener über 30 cm (von einzelnen Tieren über 40 cm wird berichtet). Ihr kräftiger, seitlich abgeflachter Ruderschwanz trägt einen Flossensaum, der sich weit nach vorne fortsetzt. An den Flanken sind Rippenfurchen deutlich ausgeprägt. Die Gliedmaßen sind recht kurz, aber kräftig. Am flachen, breiten Kopf findet man beidseitig jeweils drei äußere Kiemenäste und dahinterliegend mit Knorpelzähnen besetzte Kiemenspalten. Das breite Maul ist unterständig, die Schnauze ist abgerundet, die kleinen lidlosen Augen stehen weit auseinander.
Die Geschlechter können in erster Linie anhand der Kloakenregion unterschieden werden: Bei adulten Männchen ist die Kloake etwas hervorgewölbt, bei den Weibchen hingegen flacher.
Die gewöhnliche Wildfärbung der Tiere ist dunkelgrau oder braun marmoriert, bauchseits etwas heller. In der Aquaristik wurden darüber hinaus viele Farbvarianten gezüchtet, darunter leuzistische und albinotische. Dabei wurden teils auch andere Querzahnmolche, namentlich Ambystoma tigrinum, eingekreuzt. Axolotl haben unter guten Bedingungen eine Lebenserwartung von bis zu 20 Jahren.

## Vorkommen
Axolotl sind endemisch im Xochimilco-See und im benachbarten Chalco-See innerhalb eines vulkanischen Beckens bei Mexiko-Stadt beheimatet. Diese Seen sind Überbleibsel eines ausgedehnten Gewässersystems, das heute teilweise nur noch kanalartig ausgeprägt ist. Aus dem größten Teil des ursprünglichen Areals, etwa dem (ehemaligen) Texcoco- und dem Zumpango-See, ist die Art inzwischen verschwunden. Die Tiere sind nachtaktiv, bevorzugen kühles, sauerstoffreiches Süßwasser und halten sich am Gewässergrund auf. 2013 wurde in Xochimilco eine Population von 0,3 Axolotl pro Quadratkilometer festgestellt.

## Besonderheiten

### Neotenie
Eine Besonderheit, die der Axolotl etwa mit dem Grottenolm und manchen anderen sogenannten obligat pädomorphen Amphibien gemeinsam hat, ist, dass er keine Metamorphose durchläuft, sondern sein gesamtes Leben als Kiemenatmer im Wasser verbringt. Trotzdem erreicht er die Geschlechtsreife. Dieses Phänomen wird als Neotenie bezeichnet. Ursache der neotenen Entwicklung des Axolotl ist eine evolutionär erworbene Veränderung der Schilddrüsenfunktion: Die für die Metamorphose der meisten Amphibien verantwortlichen Hormone werden beim Axolotl nicht ausgeschüttet. Durch künstliche Gabe des Schilddrüsenhormons Thyroxin lässt sich die Metamorphose zu einem terrestrischen, lungenatmenden Querzahnmolch dennoch experimentell herbeiführen.
Auguste Duméril beobachtete 1867 im Jardin des Plantes in Paris vereinzelte Tiere, bei denen sich die Kiemen zurückgebildet hatten; Marie von Chauvin konnte ab 1874 nachweisen, dass die Metamorphose auch ohne Gabe von Thyroxin durch Änderung der Umweltbedingungen ausgelöst werden kann.
Die Entwicklung des Axolotls zu einem zeitlebens vollaquatischen Lurch konnte sich vollziehen, weil seine Wohngewässer nicht austrocknen und die Metamorphose für die Individuen der Art keine Überlebensvorteile bot (vergleiche Grottenolm).

Leuzistischer Axolotl
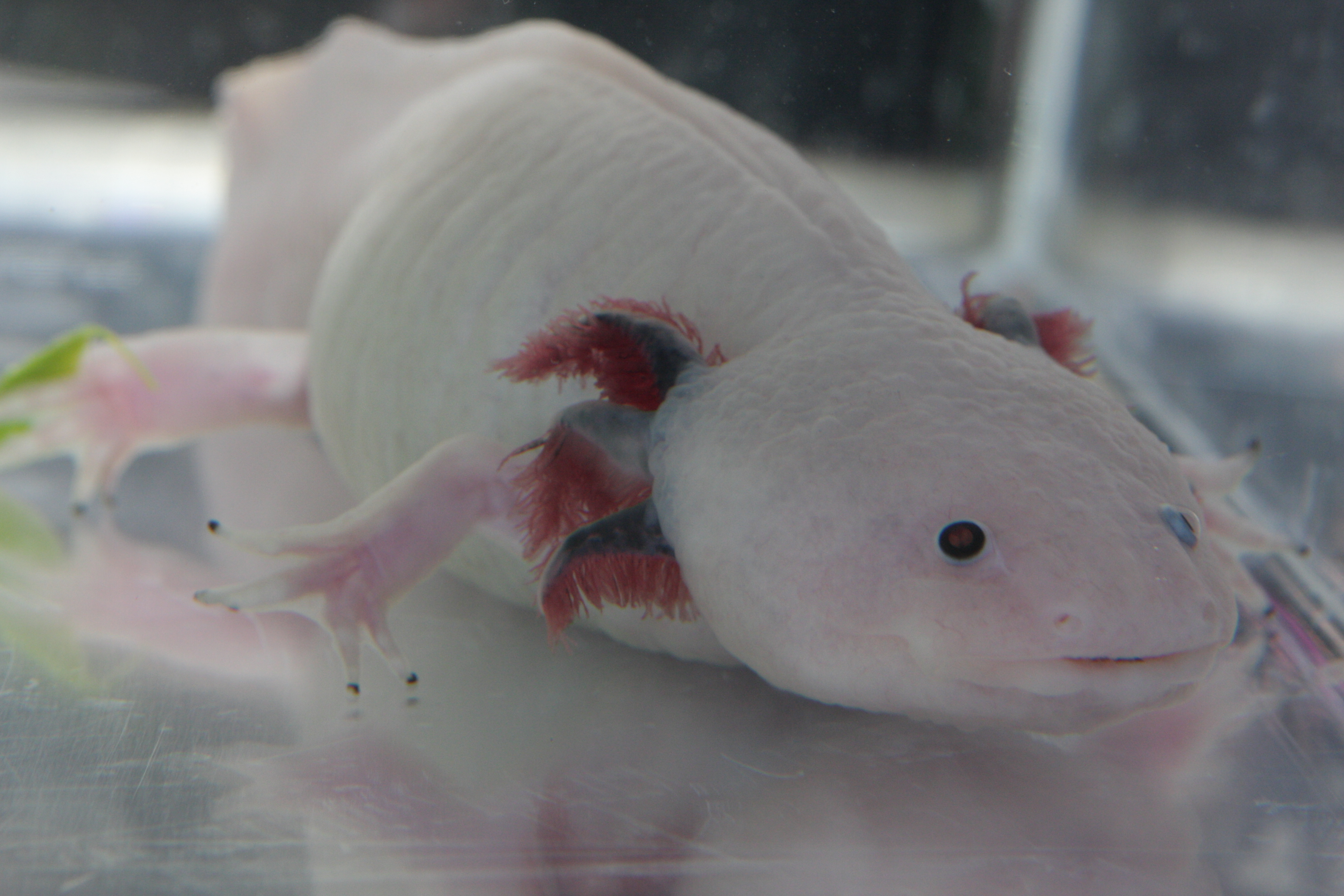
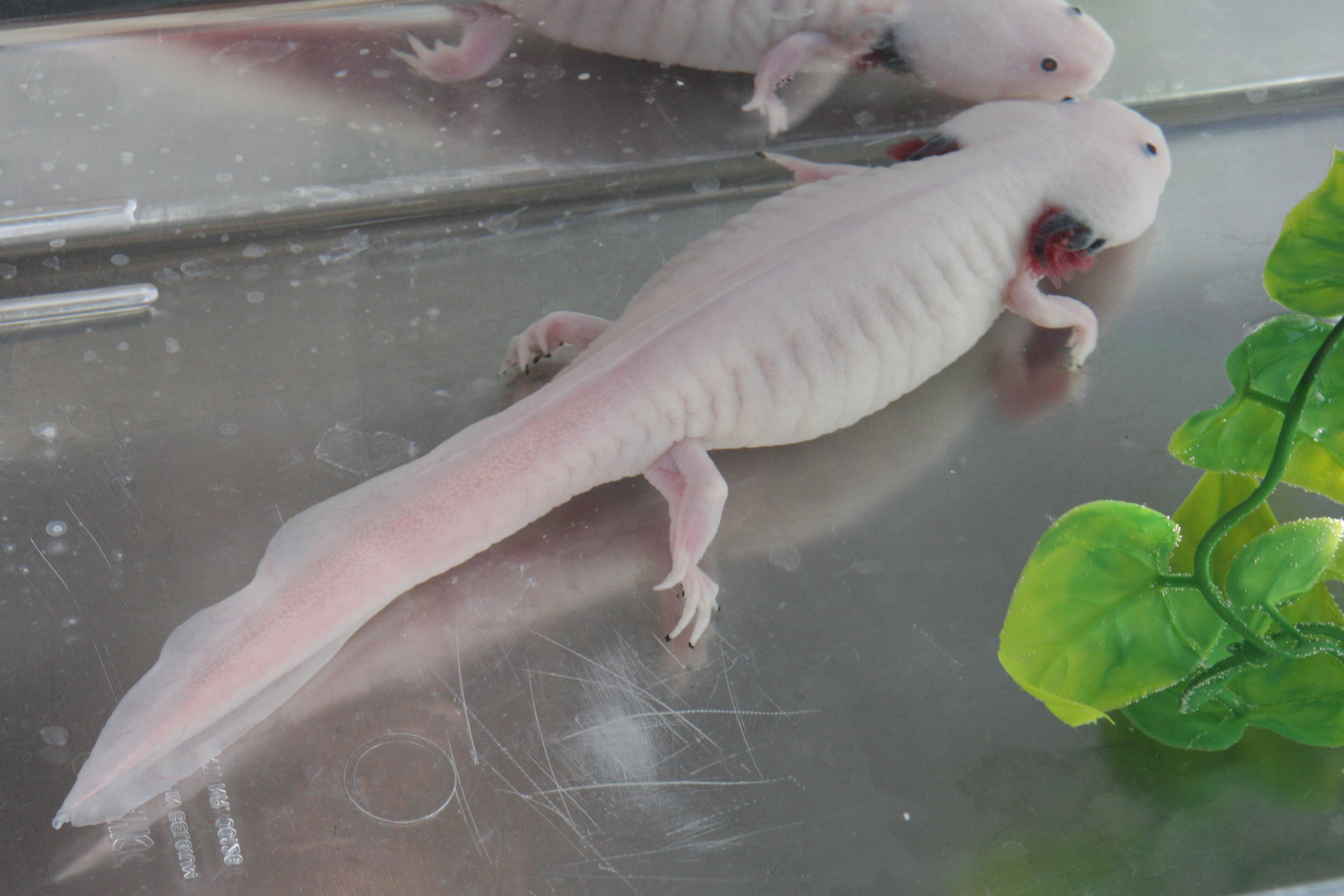
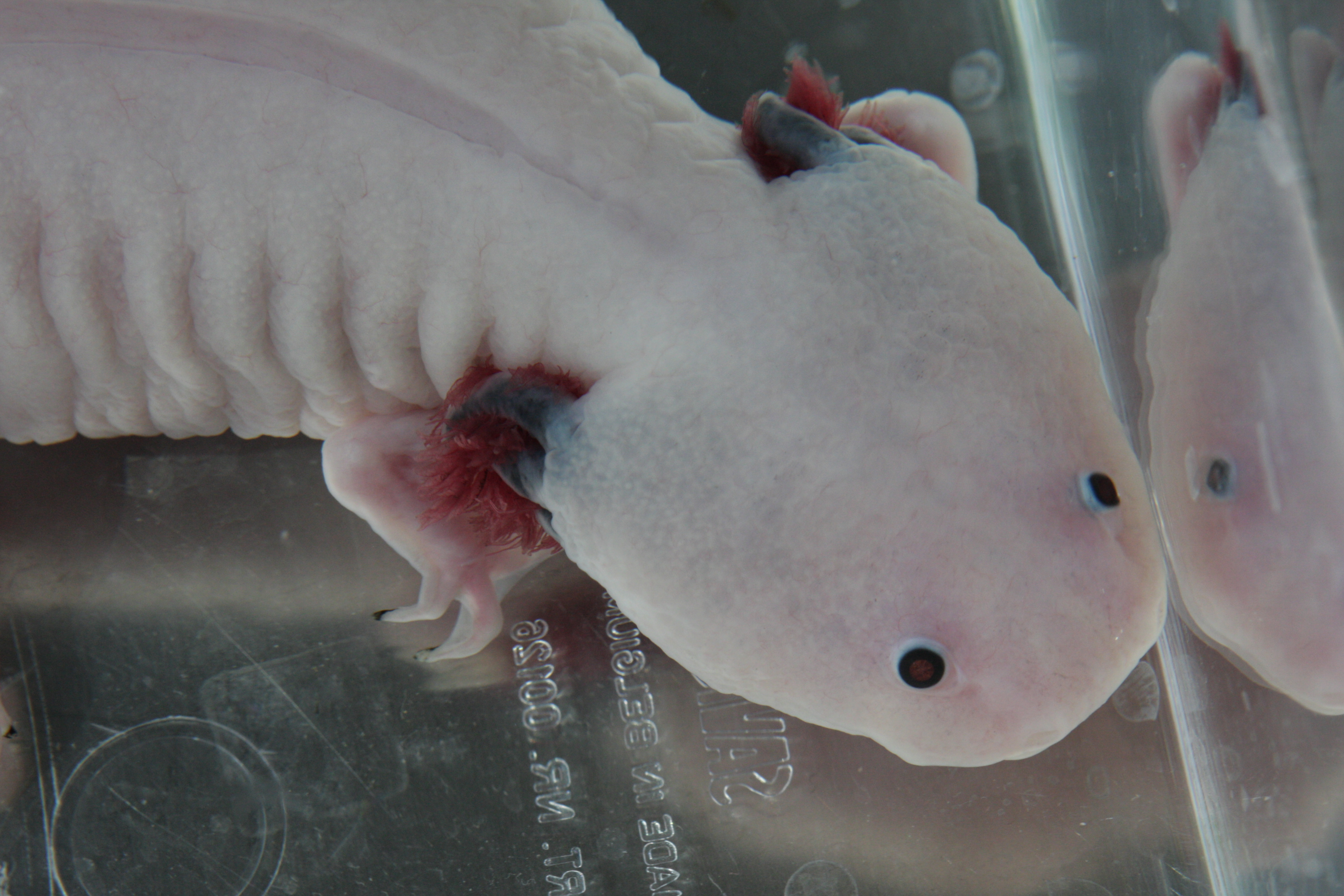
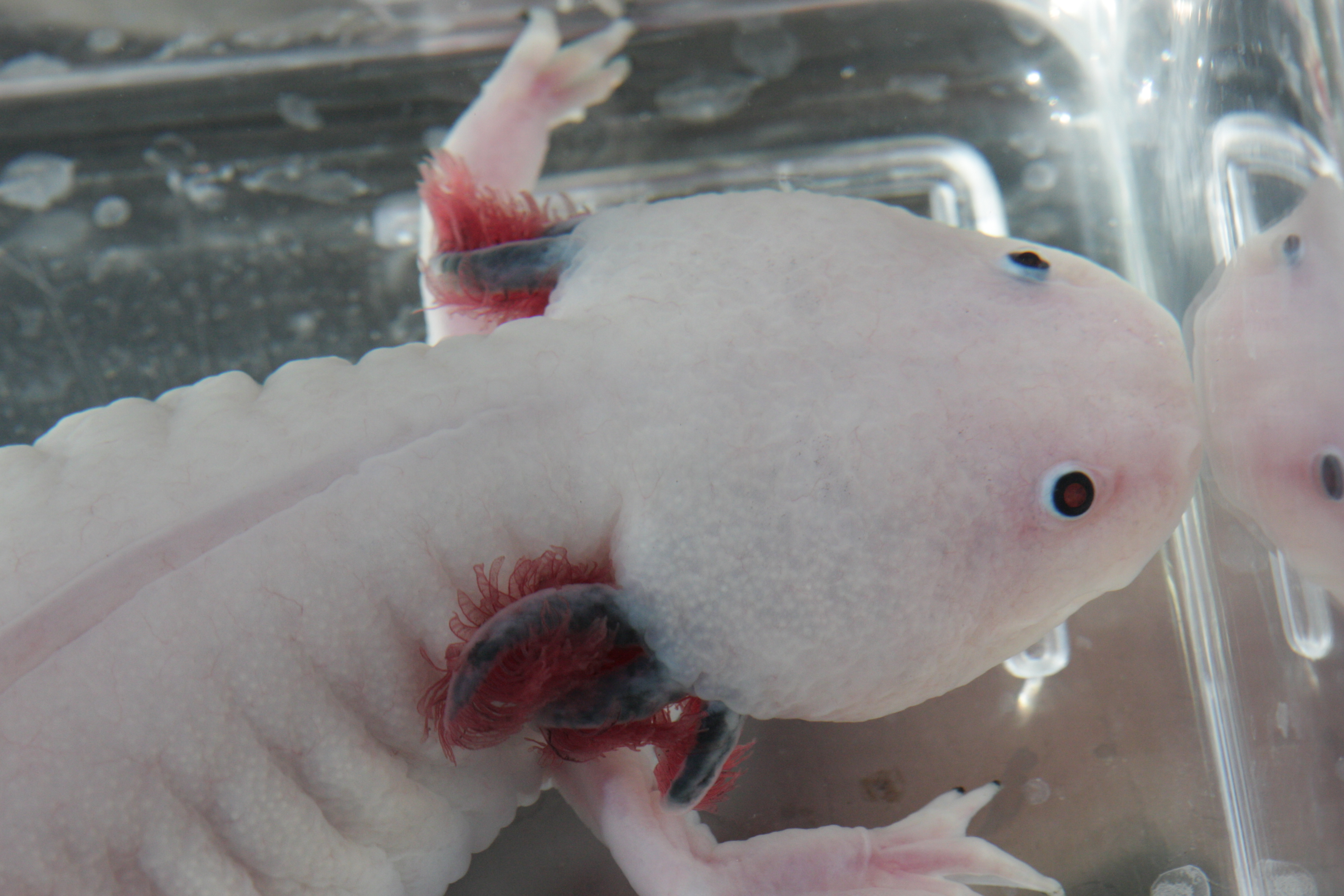

### Regeneration

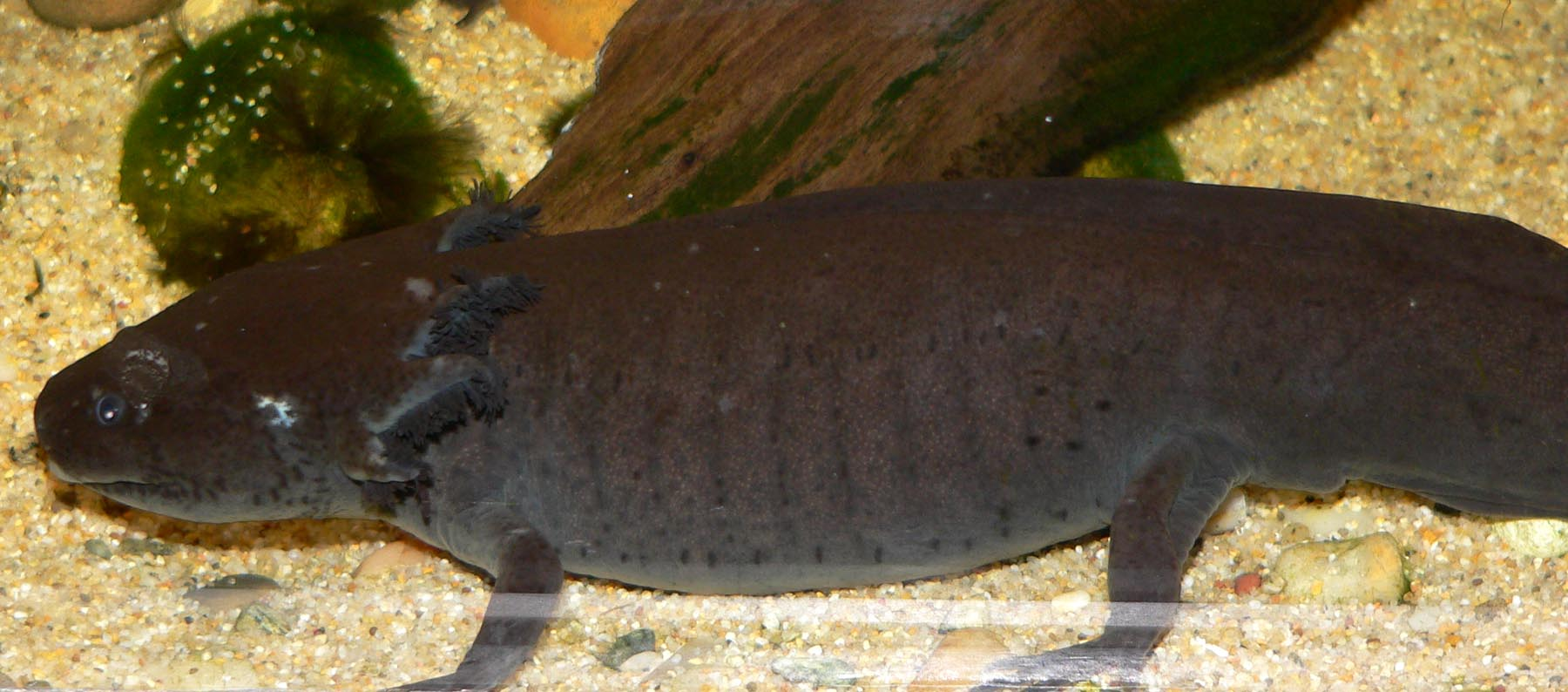
Dunkles Exemplar

Axolotl verfügen über die Fähigkeit, Gliedmaßen, Organe und sogar Teile des Gehirns und Herzens wiederherzustellen. Die Regenerate sind in der Regel keine Verkrüppelungen, sondern vollständig und funktionstüchtig. Ob das wiederhergestellte neuronale Netzwerk des Gehirns dann auch tatsächlich wie zuvor funktioniert, weiß man aber noch nicht. Nach einer Verwundung bildet sich ein Wundepithel, das auch darunterliegendes Gewebe zur Heilung veranlasst. Nach wenigen Tagen bildet sich bei verlorenen Körperteilen eine Art Regenerationsknospe, aus welcher das Körperteil nachwächst.
Die Regenerationsfähigkeit macht die Art zu einem lohnenden Forschungsobjekt. Untersucht werden die Mechanismen, die eine solche Regeneration ermöglichen, z. B. das Enzym LOXe. Bisher nahm man an, dass sich nach einer Verletzung zunächst die umliegenden Zellen in besonders variable, pluripotente Stammzellen zurückentwickeln und im nächsten Schritt aus diesen alle neuen Zellen entstehen. Neuere Forschungen haben ergeben, dass sich Gliedmaßen oder Organe aus Zellen regenerieren, die sich nur jeweils zu bestimmten Gewebetypen weiterentwickeln können. (Zu diesem Forschungsansatz siehe auch: Strudelwürmer). Die Regeneration erfolgt in einer zeitlich festgelegten Reihenfolge. Zur Untersuchung der genetischen Ursachen der Regenerationsfähigkeit wurde das Genom des Axolotls sequenziert. Dabei wurde festgestellt, dass dem Axolotl im Gegensatz zu anderen Salamandern das Gen Pax3 fehlt. Dessen Funktion wird von Pax7 übernommen.
Mit 32 Milliarden Basenpaaren ist das Genom des Axolotl zehnmal so groß wie das menschliche Genom und damit nach dem Genom des Australischen Lungenfischs das größte, das jemals entschlüsselt wurde.

## Fortpflanzung
Mit etwa acht bis 15 Monaten werden Axolotl geschlechtsreif. Im natürlichen Lebensraum liegt die Paarungszeit im Februar, wenn in den Bergen der Schnee schmilzt und kühles Tauwasser die Wassertemperatur der Heimatseen vorübergehend deutlich absenkt. In Aquarien kann es auch zu sonstigen Zeiten zur Fortpflanzung kommen.

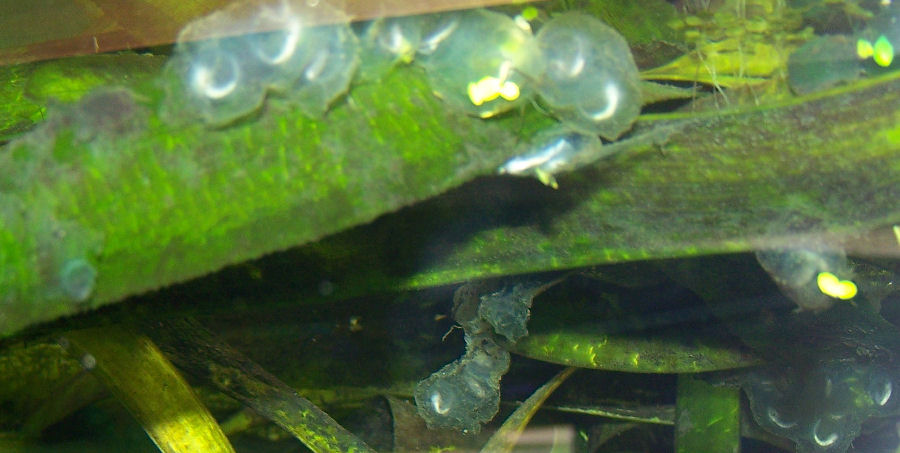
Laich des Axolotls

Die Balz des Männchens ist eine Art Tanz: Während der aufgerichtete Schwanz häufig schnelle schlängelnde Bewegungen ausführt, wird der Körper gebeugt. Daraufhin werden eine oder mehrere Spermatophore(n) auf dem Boden abgesetzt. Das Weibchen nimmt diese mit seiner Kloake auf. Einige Stunden später erfolgt das Ablaichen. Die Eier werden vorzugsweise an Blättern von Wasserpflanzen angeheftet. Ein Gelege besteht aus etwa 80 bis 800 Eiern.
Die Larven schlüpfen, stark temperaturabhängig, nach ungefähr 15 bis 20 Tagen Embryonalentwicklung. Zunächst zehren sie noch zwei Tage von ihrem Dottervorrat, bevor sie selbständig auf Nahrungssuche gehen.

## Nahrung
Wildlebende Axolotl ernähren sich als Lauerjäger von Krebstieren, Insektenlarven und weiteren wasserbewohnenden Wirbellosen, kleinen Fischen und Laich sowie Jungtieren von anderen Lurchen. Auch der Nachwuchs der eigenen Art gehört zu ihrem Nahrungsspektrum.

## Heimtierhaltung
Während die Tiere in der Natur vom Aussterben bedroht sind, werden sie schon seit dem 19. Jahrhundert weltweit als Labor- und Haustier gehalten. Bei einer Haltung im Aquarium sollte keine Vergesellschaftung mit anderen Arten erfolgen, sondern nur mit etwa gleich großen Artgenossen. Eine Zusammenhaltung mit Fischen ist zu vermeiden, Futterfische sind möglich. In Menschenobhut kann man Axolotl hauptsächlich mit Lebendfutter wie Kleinfischen, Schnecken, Bachflohkrebsen, Heimchen, Kellerasseln, Regenwürmern und Mückenlarven ernähren. Ersatzweise werden auch spezielle Pellets verabreicht. Zierfische wie Guppys und Zebrabärblinge sind ebenfalls als Nahrung möglich. Die Fütterung sollte bei gedämpftem Licht erfolgen, da Axolotl dämmerungs- und nachtaktiv sind.

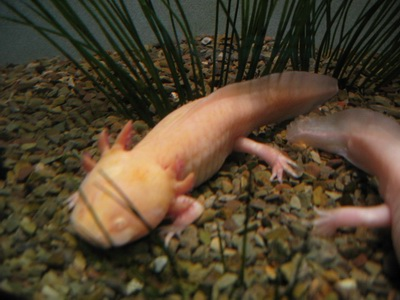
Albinotischer Axolotl im Aquarium

Axolotl sind rein unter Wasser lebende Amphibien. Um diese Schwanzlurche möglichst optimal zu halten, sollte die Wassertemperatur durchschnittlich 15 bis maximal 21 °C betragen (optimal sind 17 °C), da höhere Umgebungstemperaturen das Immunsystem der Tiere destabilisieren können. Eine reduzierte Überwinterungstemperatur ist im Aquarium nicht notwendig. Erkrankte Axolotl genesen jedoch schneller, wenn das Wasser für einige Zeit auf 6 bis 8 °C abgekühlt wird, was ungefähr der Wintertemperatur ihrer Heimatseen entspricht. Axolotl tolerieren zwar Temperaturschwankungen, sollten ihnen aber nicht dauerhaft ausgesetzt sein. Sie leben hauptsächlich am Beckenboden, was bei der Einrichtung des Aquariums zu berücksichtigen ist. Für drei adulte Tiere sollte das Aquarium eine Mindestgröße von 80 mal 40 Zentimetern Grundfläche haben und vorzugsweise mit einem luftbetriebenen Hamburger Mattenfilter (HMF) gefiltert werden. Härteres Leitungswasser mit einem pH-Wert von 7 bis 8,5 ist für die Haltung geeignet. Weiches Regen- oder Tümpelwasser sollte dagegen nicht verwendet werden.
Aquarien-Axolotl stammen ausschließlich aus Nachzuchten, da die Entnahme aus ihren Heimatseen inzwischen streng verboten ist. Der relativ umfangreiche Laich eines Weibchens wird meist von Artgenossen verzehrt. Daher empfiehlt sich zur Zucht die Herausnahme und getrennte Haltung einer Anzahl Eier. Die geschlüpften Larven werden anfangs bis zu einer Größe von 20 Millimetern mit Salinenkrebsen, kleinen Daphnien oder Cyclops gefüttert. In Gefangenschaft erreicht die Art ein Alter von etwa 12 bis 20 Jahren, auch Einzelfälle höheren Alters bis hin zu 28 Jahren sind bekannt.

### Hybridisierung
1969 kreuzte der Genetiker Rufus R. Humphrey erstmals ein albinotisches Tigersalamanderweibchen mit einem männlichen Axolotl. Durch Rückkreuzung entstanden albinotische Axolotl. Darauf aufbauend entstanden viele weitere Zuchtformen, die ebenfalls auf diese Hybride zurückgehen. Die Ausbreitung der Hybride durch die attraktiveren Farbgebungen führte dazu, dass inzwischen vermutlich kaum noch Axolotl im Heimtierhandel existieren, die dem ursprünglichen Axolotl genetisch entsprechen.

## Parasiten
Beim Axolotl kommen eine Reihe von Parasiten vor, wobei sich die Parasitenfauna zwischen Wildtieren und Tieren aus Gefangenschaftshaltungen deutlich unterscheiden kann. So treten Helminthen mit obligatem Wirtswechsel wie Hedruris siredonis, Megalobatrachonema elongata und andere Megalobatrachonema spp. in Gefangenschaftshaltungen nicht auf, weil erforderliche Zwischenwirte fehlen. Ein Problem in der Diagnostik sind Pseudoparasiten oder nicht krankheitsauslösende Darmpassanten. So sind Proben häufig mit nicht parasitischen Protozoen, Rädertierchen oder Strudelwürmern kontaminiert.
Der Befall mit Gliederfüßern ist eher selten. Die Karpfenlaus und andere Vertreter der Gattung Argulus ernähren sich von Blut und Gewebsflüssigkeit, können lokale Entzündungen hervorrufen und Krankheiten übertragen. Diese Parasiten verlassen den Wirt meist beim Herausnehmen aus dem Aquarium und sie können daher getrennt bekämpft werden. Vertreter der Krebs-Gattung Lernea („Ankerwürmer“) verankern sich dagegen fest und tief im Gewebe und lassen sich mechanisch nur mit Substanzverlust entfernen. An den Kiemen parasitierende Kiemenkrebse wie Ergasilus sieboldi und andere Vertreter der Gattung rufen Entzündungen und Gewebszerfall hervor.
Wimpertierchen sind häufige Ektoparasiten beim Axolotl. Erkrankungen treten vor allem durch Massenbefall bei geschwächten Tieren auf. Hier dominieren Hautverfärbungen, Beläge, Trübung sowie Häutungsschübe. Auch Allgemeinstörungen mit Abgeschlagenheit und Fressunlust können vorkommen. Häufiger sind vor allem mobile Wimpertierchen, allen voran Vertreter der Gattung Trichodina, darüber hinaus treten Tetrahymena und Chilodonella spp. auf. Zudem können sessile Wimpertierchen an Eiern, Larven, Haut, Kloake oder Kiemen vorkommen. Hier kommen Vertreter der Gattungen Vorticella („Glockentierchen“), Carchesium und Säulenglöckchen (Epistylis) vor. Die sessilen Wimpertierchen zeigen sich als watteartige Beläge, was oft mit einer Pilzinfektion verwechselt wird. Ein Massenbefall kann blutige oder gewebszerstörende Entzündungen an Haut und Kiemen verursachen.
Flagellaten wie Spironucleus elegans spielen vor allem als Endoparasiten des Dickdarms und der Harnwege eine Rolle. Karotomorpha sind Dick- und Dünndarmparasiten, die vor allem bei durch andere Erkrankungen geschwächten Tieren auftreten. Ektoparasitische Flagellaten kommen meist bei Überbesatz und schlechter Wasserqualität vor. Sie gehören meist der Gattung Ichthyobodo an und verursachen Schleimauflagerungen, Beläge und Hautablösungen.
Ichthyosporea treten beim Axolotl relativ häufig auf, insbesondere Amphibiocystidium ssp. Sie verursachen Bläschen, die sich vereinigen und aufplatzen können und knotenartige Wucherungen. Im Gegensatz zu Fröschen heilen diese Veränderungen beim Axolotl nicht ab, eine Behandlung ist nicht bekannt.

## Bedrohung und Artenschutz

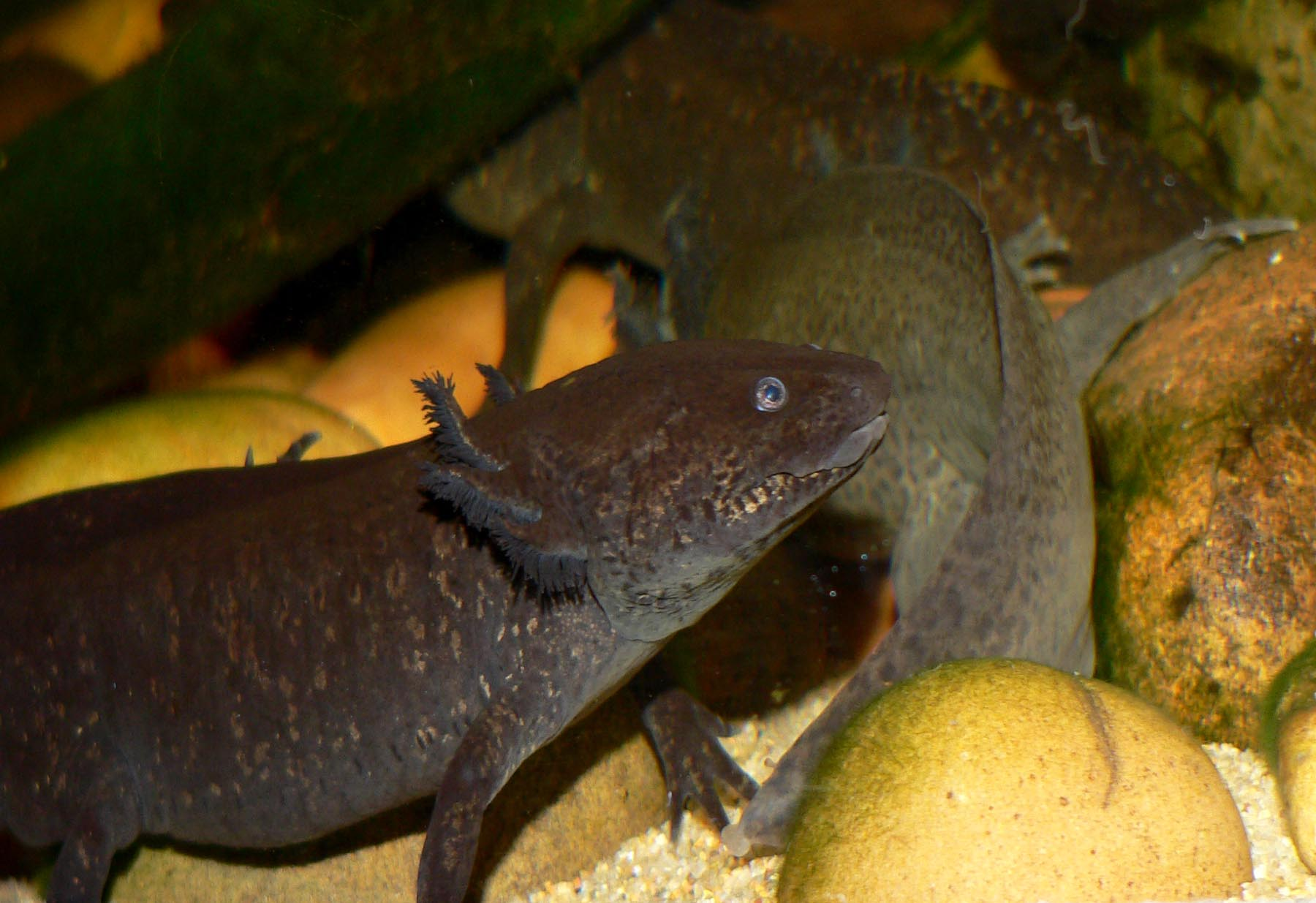
Zwei Axolotl

Axolotl sind heute in Menschenobhut sehr viel häufiger als in ihrem ursprünglichen Lebensraum anzutreffen. Das natürliche Habitat ist aufgrund des Wachstums der Agglomeration von Mexiko-Stadt stark verschmutzt. Bemühungen zur Verbesserung der dortigen Wasserqualität führten bisher aber auch zu keiner Bestandserholung. Die Trockenlegung von Seen und Feuchtgebieten, Staudammbau sowie das Aussetzen gebietsfremder Fischarten (Tilapia, Karpfen) gefährden den natürlichen Axolotlbestand erheblich.
Seit 2006 stuft die IUCN den Axolotl in ihrer Roten Liste in der höchsten Gefährdungskategorie critically endangered (vom Aussterben bedroht) ein. In Schätzungen aus dem Jahr 2009 wurde die Wildpopulation auf 700 bis höchstens 1200 Individuen beziffert, die an sechs verschiedenen Orten innerhalb des Xochimilco-Feuchtgebietes existieren. Laut Pressebericht vom Januar 2014 konnten trotz einer viermonatigen Suche keine frei lebenden Axolotl mehr gefunden werden.
Im Washingtoner Artenschutzübereinkommen ist die Art im Anhang II gelistet. Die EU-Artenschutzverordnung führt sie in Anhang B, so dass tote oder lebende Exemplare im Gebiet der EU nicht ge- oder verkauft oder zu sonstigen kommerziellen Zwecken wie dem Zurschaustellen erworben oder gehalten werden dürfen, sofern nicht legaler Erwerb und Einfuhr belegt sind. In Deutschland ist die Art daher besonders geschützt und sie unterliegt daher Vermarktungs- und Besitzverboten.

## Aufnahme in Kunst und Kultur

### Mittelamerika
Axolotl wurden von den mesoamerikanischen Ureinwohnern gefischt und waren bei Festessen häufig ein Leckerbissen, obwohl die Azteken in ihm ein heiliges Tier sahen. Heute noch gelangen illegal wildgefangene Axolotl vereinzelt zum Verzehr auf örtliche Märkte.

### Japan
In Japan wurde der Axolotl in den 1985er Jahren durch eine Werbekampagne von Nisshin, einem Instantnudeln-Produzenten, populär. Unter der Bezeichnung Wooper Looper werden Zuchtexemplare inzwischen auch frittiert als kulinarische Spezialität zum Verzehr angeboten.

### Verwendung in Texten, Kunst und als Symbol
Der Name taucht im Jahre 1931 in Carl Zuckmayers Schauspiel Der Hauptmann von Köpenick auf: Die Schuhfabrik, bei der der Schuster und spätere „Hauptmann“ Voigt vergeblich um Arbeit nachsucht, heißt Axolotl – in Anspielung an die bekannte Schuhfirma Salamander, die ebenfalls nach einem Schwanzlurch benannt ist.
In dem Erzählband Final de juego (Ende des Spiels, 1964) widmet der Schriftsteller Julio Cortázar dem Axolotl eine Kurzgeschichte.
Ein zum Klonen verwendetes Behältnis in Frank Herberts Dune-Zyklus heißt Axolotl-Tank.
Ein Axolotl ist Mittelpunkt der Kinderbuchreihe Axolotl und seine Freunde von Kevin Kay. 
Zusätzliche Bekanntheit im deutschsprachigen Raum erlangte die Art durch den 2010 erschienen Debütroman Axolotl Roadkill und den Film Axolotl Overkill von Helene Hegemann, in dem das Tier für eine Unfähigkeit zum Erwachsenwerden stand; zunächst hochgelobt, war er starken Plagiatsvorwürfen ausgesetzt, so dass der Axolotl in den Medien eine Weile für Plagiieren stand.
Im Lied „Axolotl“ setzten sich Blixa Bargeld und Teho Teardo 2013 mit ihrer Vorstellung seiner Weltanschauung auseinander, nämlich als die eines lächelnden Wesens, das nicht werden will, was es werden könnte und daher „totipotent“ sei. In der Novelle Das Tierreich von David Albahari ist „Axolotl“ das Kennwort der Belgrader Studentenbewegung von 1968.
Axolotl bewohnen das Kunstwerk NYMPHÉAS TRANSPLANT (14 – 18) des französischen Künstlers Pierre Huyge aus dem Jahr 2014.
Das freie Axolotl-Protokoll kommt bei der Ende-zu-Ende-Verschlüsselung von Nachrichten zum Einsatz, zum Beispiel bei dem Instant Messenger Signal.

### Computer- und Videospiele
Im Computerspiel Axie Infinity sind die Hauptfiguren an Axolotl angelehnt.
In der Videospiel-Reihe Animal Crossing ist der Psychologe und Entertainer Dr. Samselt ein Axolotl.
Im 1.1 Update des 2020 veröffentlichten Computerspiel Genshin Impact wurden Axolotl als Neutrale Lebewesen hinzugefügt.
In dem im Juni 2021 erschienenen "Caves & Cliffs Update: Part 1" des Computerspiels Minecraft kommen Axolotl vor.
Im September 2023 erschien der Roguelike-Shooter AK-xolotl, in dem man einen Axolotl spielt, der unter anderem mit einem Sturmgewehr bewaffnet ist.